# 엘리자베스 시달
엘리자베스 엘리너 시달(영어: Elizabeth Eleanor Siddall, 1829년 7월 25일~1862년 2월 11일)은 엘리자베스 시달(영어: Elizabeth Siddal, 시달이 1853년에 채택한 철자법)이라는 이름으로 더 잘 알려진 영국의 예술가, 미술 모델, 시인이다. 시달은 라파엘 전파의 여성 미술 모델 중 가장 중요한 사람이었을 것으로 여겨진다. 여성의 아름다움에 대한 라파엘 전파의 사상은 근본적으로 그녀에게 영향을 받았고 그녀로부터 구체화되었다. 라파엘 전파의 월터 데버렐과 윌리엄 홀먼 헌트는 시달을 모델로 하여 그림을 그렸고, 또한 시달은 존 에버렛 밀레이의 1852년도 작품인 《오필리아》의 모델이 되기도 했다. 시달은 라파엘 전파의 화가 단테 가브리엘 로세티와 연인이 된 초기부터 그의 뮤즈이자 전속 모델이 되었으며, 여성을 묘사한 그의 초기 작품에는 시달이 대부분 등장했다.
시달은 스스로 예술가가 되었으며, 1857년 전라파엘 전파 전시회에 작품을 출품한 유일한 여성이었다. 그녀의 작품 대부분은 와이트윅 매너와 애슈몰린 박물관에 소장되어 있다. 생애 마지막 10년 동안 병들고 우울증에 시달렸던 시달은 로세티와 결혼한 지 2년째인 1862년, 32세의 젊은 나이에 아편팅크 과다복용으로 사망했다.

## 어린 시절
엘리자베스 엘리너 시달(Elizabeth Eleanor Siddall)은 그녀의 어머니의 이름을 따서 작명되었으며 1829년 7월 25일 당시 런던 중심부의 해튼 가든(Hatton Garden)에 있던 찰스가(Charles Street) 7번지에서 태어났다. 그녀의 부모는 영국과 웨일스계 가문 출신인 아버지 찰스 크루크 시달(Charles Crooke Siddall)과 어머니 엘리자베스 엘리너 에번스(Elizabeth Eleanor Evans)였다. 당시 그녀의 아버지는 커틀러리 제조업을 하고 있었다. 또한 시달은 앤(Ann)과 찰스 로버트(Charles Robert)라는 두 명의 오빠가 있었다.
1831년경에 시달 가족은 런던 남부의 덜 부유한 자치구인 서더크로 이사했다. 시달 가문의 나머지 아이들은 서더크에서 태어났다. 리디아(Lydia)는 그녀와 특히 가까웠고 Mary, Clara, James, Henry도 태어났다. 엘리자베스 엘리너 시달은 그녀의 생계에 맞는 평범한 교육을 받았고 처음으로 종이에 버터를 싸서 만든 앨프리드 테니슨의 시를 읽기도 했다. 문학 평론가들은 그녀의 작품이 테니슨의 글에서 나온 주제를 사용했으며 그의 작품이 그녀의 시에 영향을 미쳤을 것이라고 추측했다.